# Ermentrude de Orleães
Ermentrude de Orleães (27 de setembro de 830 — 6 de outubro de 869) foi rainha dos Francos por seu casamento com Carlos II de França, conhecido como "o Calvo", imperador do Sacro Império Romano-Germânico e rei da França ocidental. 

## Família
Foi filha de Odão I de Orleães, conde de Orleães, em 842 e de Engeltruda de Fezensac. Seus avós paternos eram Adriano de Orleães e Valdrada. Seus avós maternos eram o conde Leutardo I de Fezensac e Grimilda.

## Biografia
Ermentrude casou-se com o rei Carlos II em 13 de dezembro de 842, na cidade de Quierzy, na atual Picardia. Ele era filho de Luís I da Baviera, e portanto um neto do imperador Carlos Magno, e de Judite da Baviera, da Antiga Casa de Guelfo.
Em 866, ela foi coroada rainha dos Francos Ocidentais na Abadia de São Merdado, em Soissons.
Após a separação do casal em 867, a rainha repudiada retirou-se para um mosteiro. Morreu em 6 de outubro de 869, aos 46 anos de idade e foi sepultada na Basílica de Saint-Denis, em Paris.

## Descendência
O casal teve dez filhos:
1. Judite de Flandres (844 - 870), casou-se por três vezes, a 1ª com Etelvulfo de Wessex,[2] a 2ª com Etelbaldo de Wessex (seu enteado) e em 3º lugar com Balduíno I da Flandres.
2. Luís II de França "o Gago" (1 de Novembro de 846 – 10 de Abril de 879).
3. Carlos, a Criança (c. 847 - 29 de Setembro de 866).
4. Lotário (848 - 865), monge em 861, tornou-se abade da Abadia de Saint-Germain.
5. Godilda de França casou-se com Godofredo III de Maine, Conde do Maine.
6. Carlomano (849 - 876).
7. Rotrude (852-912), uma freira Abadessa, na Abadia de Saint-Radegunde.
8. Ermentrude (854-877), uma freira Abadessa, de Hasnon.
9. Hildegarda (nascida em 856, morreu jovem).
10. Gisela (857-874).